# فلاح حسن
فلاح حسن لاعب كرة قدم عراقي سابق. والرئيس الحالي لنادي الزوراء العراقي.

## حياته
ولد فلاح حسن في محافظة ميسان، في قضاء الميمونة عام 1951 من عائلة فقيرة تعمل بالزراعة. وبعد ثورة 14 تموز انتقلت العائلة إلى بغداد ليسكن فلاح حسن مع عائلته في مدينة الثورة حيث نشأ فيها وترعرع ولعب كرة القدم لأول مرة في ملاعبها الشعبية ثم في مدرسته الابتدائية وبعدها في ثانوية قتيبة التي كان يدرس فيها.

## مسيرته
أثناء دراسته الثانوية انضم للعب مع الفريق الشعبي (اتحاد حبيب) وكان يدرب هذا الفريق حينها المدرب حبيب العلاق. وبعد أداء رائع مع ناديه الشعبي اعجب به المدرب عبد الرحمن القيسي (أبو عوف) وضمه إلى فريق البريد الذي كان يلعب في دوري الدرجة الثانية، وكان فلاح حسن حينها لا يتجاوز 17 عاما، ً حيث بدء معه كلاعب احتياط. أول مباراة خاضها كانت ضد فريق نادي القوة الجوية وخسر حينها فريقه بهدف واحد.
أول هدف سجله للبريد كان في سوريا عندما ذهب الفريق لخوض مبارياته الوديه هناك استعداداً للدوري. ساهم فلاح حسن بدور كبير بفوز ناديه البريد بدوري الدرجة الثانية وحينها احرز لقب هداف الدوري. ولعب في الدوري الممتاز كجناح ايسر لكن لم يحالفهم الحظ فهبطوا للدرجة الثانية. بعدها صعدوا للدوري الممتاز مرة أخرى عام 1970. في عام 1971 تقرر دمج فريق البريد مع المواصلات بأشراف ورعاية وزير المواصلات آنذاك عدنان أيوب صبري. فيما بعد سمي الفريق الجديد بنادي الزوراء. في عام 1972 ترك فلاح حسن الرياضة نتيجة انشغاله بالخدمة العسكرية الإلزامية.
حين عودته للملاعب لعب موسماً للزوراء ثم أنظم لنادي الطيران بعد أن استدعاه المدرب عبد الإله محمد حسن. لعب أولى مبارياته مع الطيران ضد الشرطة حينها خسر الطيران بنتيجة (3-5) ولكنه ساهم بفوز الطيران حينها بلقب الدوري وبلقب دوري الجيش لسنتين متتاليتين وهي المدة التي قضاها فلاح حسن في الطيران.
بعد ذلك عاد لنادي الزوراء ثم نادي الشباب لموسم واحد وعاد مره أخرى لناديه الأم الزوراء عام 1976 وبقى فيه حتى اعتزاله اللعب. في عام 1985 أصبح مدربا للفريق خلفا للمدرب واثق ناجي، جاء الاختيار تثمينا لدور فلاح حسن في نادي الزوراء والخدمات التي قدمها له طيلة السنوات السابقة حين كان رئيس الفريق وممثله في جميع المباريات والبطولات المحلية والخارجية.

## الانجازات

### الجماعية
العراق
- كأس الخليج العربي (1): 1979

- الدوري العراقي: 4 (1975-1976-1978-1979)
- كأس العراق: 4 (1976-1979-1981-1982)
- الدوري العراقي بنسخته القديمة: 2 (1973-1974)
- كأس العراق بنسخته القديمة: 2 (1973-1974)

## وصلات خارجية
- فلاح حسن على موقع ناشيونال فوتبول تيمز (الإنجليزية)
- فلاح حسن على موقع عالم كرة القدم.نت (الإنجليزية)
- فلاح حسن على موقع أوليمبيديا (الإنجليزية)